# 諾曼第公爵理查一世
理查一世（法語：Richard Ier de Normandie；932年8月28日—996年11月20日），諾曼第公爵，942年至996年在位。

## 家庭
理查一世的妻子是古娜，兩人共有3子3女：
1. 理查二世（963年—1026年），諾曼第公爵
2. 愛瑪（984年—1052年），英格蘭王后、丹麥王后
3. 羅貝爾（英语：Robert II (archbishop of Rouen)）（988/89年—1037年），埃夫勒伯爵
4. 莫格爾（英语：Mauger, Count of Corbeil），科爾貝伊伯爵
5. 莫德（英语：Maud of Normandy），布盧瓦伯爵夫人
6. 阿瓦絲（英语：Hawise of Normandy），與若弗魯瓦一世結婚